# سیارک ۲۴۱۸۶
سیارک ۲۴۱۸۶ (به انگلیسی: 24186 Shivanisud، نامگذاری:1999XL18) بیست و چهار هزار و صد و هشتاد و ششمین سیارک کشف شده‌است که در ۳ دسامبر ۱۹۹۹ کشف شد.
قدر مطلق سیارک برابر ۱۴.۸ است.